# ダニー・ケアリー
ダニー・ケアリー（Danny Carey、1961年5月10日 - ）は、アメリカ合衆国のミュージシャン、ドラマーである。トゥールのメンバーを務めている。

## 略歴
1961年カンザス州ローレンス生まれ。10歳頃からドラムを始める。ケアリーは、高校3年生の頃に高校のジャズ・バンドに参加した。その後、カンザスシティの音楽芸術学校に通い、大学でも音楽を勉強していたが当時所属していたバンドのツアーを機に中退。ロサンゼルスに引っ越してきてメイナード・ジェームス・キーナン達と出会う。トゥールを結成。
トゥールに合わせたサウンドのボトムで、変拍子やポリリズムを多用した躍動感にあふれるドラミングを担う。それは、ジャズ音楽を長年学んだケアリーのサウンドとダイナミクスの多様性、彼の技術的能力、奇妙な拍子記号、ポリリズムとポリメーターの頻繁な使用に起因している。
ケアリーは、様々な音楽雑誌に掲載されている。
以前は、レコード会社のデモテープを複製する仕事をしていた。
ピグミー・ラヴ・サーカス（Pigmy Love Circus）という別バンドを立ち上げており、何枚かアルバムも発売している。またア・パーフェクト・サークルのツアーでオープニング・アクトも務めた。
2024年、1980年代にキング・クリムゾンが発表した楽曲を演奏するバンドBEAT（ビート）に参加。